# Kolonia Mikulin
Kolonia Mikulin – część wsi Mikulin w Polsce w województwie lubelskim, w powiecie tomaszowskim, w gminie Tyszowce.
W latach 1975–1998 miejscowość administracyjnie należała do województwa zamojskiego.